# Fa Nándor
Fa Nándor (Székesfehérvár, 1953. július 9. –) magyar hajótervező és -építő, óceáni szólóvitorlázó, az első magyar, aki egyedül kerülte meg vitorlással a Földet, amit az első alkalom után még négyszer teljesített. Emellett ötször kerülte meg a Horn-fokot is – ebből háromszor egyedül, kétszer pedig a társával tette meg a távot. A Magyar Vitorlás Szövetség tiszteletbeli elnöke.

## Versenyzőként
1970 óta a Köfém SC (későbbi nevén: Alcoa Köfém SC) versenyzője volt. 1979 és 1984 között a finn dingi, 1989-ben az S-jolle, 1993-ban a laser hajóosztályban versenyzett. 2001-ben a Vendée Globe földkerülő szólóverseny mintájára létrehozta az Egyszemélyes Balatonkerülő Vitorlásversenyt 8 méteres nyitott kategóriájú hajók számára, amelynek lényege, hogy a vitorlázó a balatonkört egyedül teljesíti, külső segítség és kikötés nélkül. 2018-ban pedig a “8m Open” Balatonkerülő Kétszemélyes Vitorlásversenyt rendezték meg.
A Magyar Vitorlás Szövetség 2018-ban tiszteletbeli elnöknek választotta Fa Nándort, mert számos nemzetközi eredményével és több évtizedes munkájával segítette a magyar vitorlázás fejlődését.

## A Föld körül

### ASzent Jupátnevű hajóval 1980-tól 1987-ig
1980 és 1985 között barátjával, Gál Józseffel megépítette a 31 láb hosszú Szent Jupát nevű túrahajót, amellyel 1986-87-ben délről kerülve a Jóreménység fokát és a Horn-fokot – a klasszikusan nehéz útvonalon – körülvitorlázták a Földet.
1985. szeptember 26-án az adriai Opatijából (Abbázia) indultak, ahol akkor még néhány ember – főképpen családtagok – kísérték ki őket. Az utazásuk során mintegy 70 000 kilométert tettek meg, 12 országban kötöttek ki, és 295 napot töltöttek vízen. A legnagyobb pihenőjük Ausztráliában volt, ahol fél évet vártak arra, hogy kedvező időben érjenek a rettegett Horn-fokhoz. Kétszer borultak is.
Útközben a magyar média felfedezte az útjukat, és a Petőfi Rádió minden hétfőn – Rod Stewart Sailing című lírai dalával indítva – 10-15 perces tudósítást közölt az útjukról.
1987. szeptember 12-én értek vissza, és ekkor már több ezer zászlót lobogtató, Himnuszt éneklő magyar várta őket Opatijában.
Erről az útról 1988-ban jelent meg A Szent Jupát 700 napja című könyve.

### AzAlba Regianevű hajóval 1988-tól 1993-ig
1988 és 1990 között Fa Nándor megtervezte és megépítette az első magyar óceáni versenyvitorlást. A 60 láb hosszú Alba Regia Székesfehérváron, a KÖFÉM egyik gyárcsarnokában épült, és Fa 1990-1991-ben részt vett vele a BOC Challenge elnevezésű, négyszakaszos, egyszemélyes földkerülő versenyen.

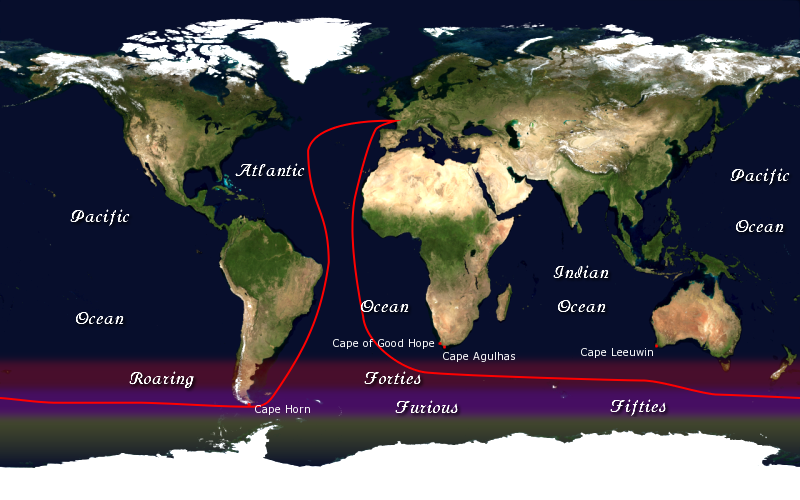
Vendée Globe 92-93 útvonala

1992-93: Vendée Globe 92-93 non-stop földkörüli szóló vitorlásverseny – a Föld alulnézetéből, speciális térképszemlélettel nézve, Antarktisz-kerülő versenynek is nevezik a vitorlázók. A verseny rajt- és célkikötője: a francia Les Sables-d’Olonne.
1993. március 30-án 128 nap alatt teljesítve a távot 5. helyezettként ért célba Les Sables d'Olonne-ban, ahol harmincezer érdeklődő várta, köztük mintegy száz magyar újságíró, tv-rádió-stáb és barátok.
1993 nyarán Székesfehérvár díszpolgárává választották, és Göncz Árpád köztársasági elnök a Magyar Köztársasági Érdemrend tisztikeresztje kitüntetést adományozta neki.

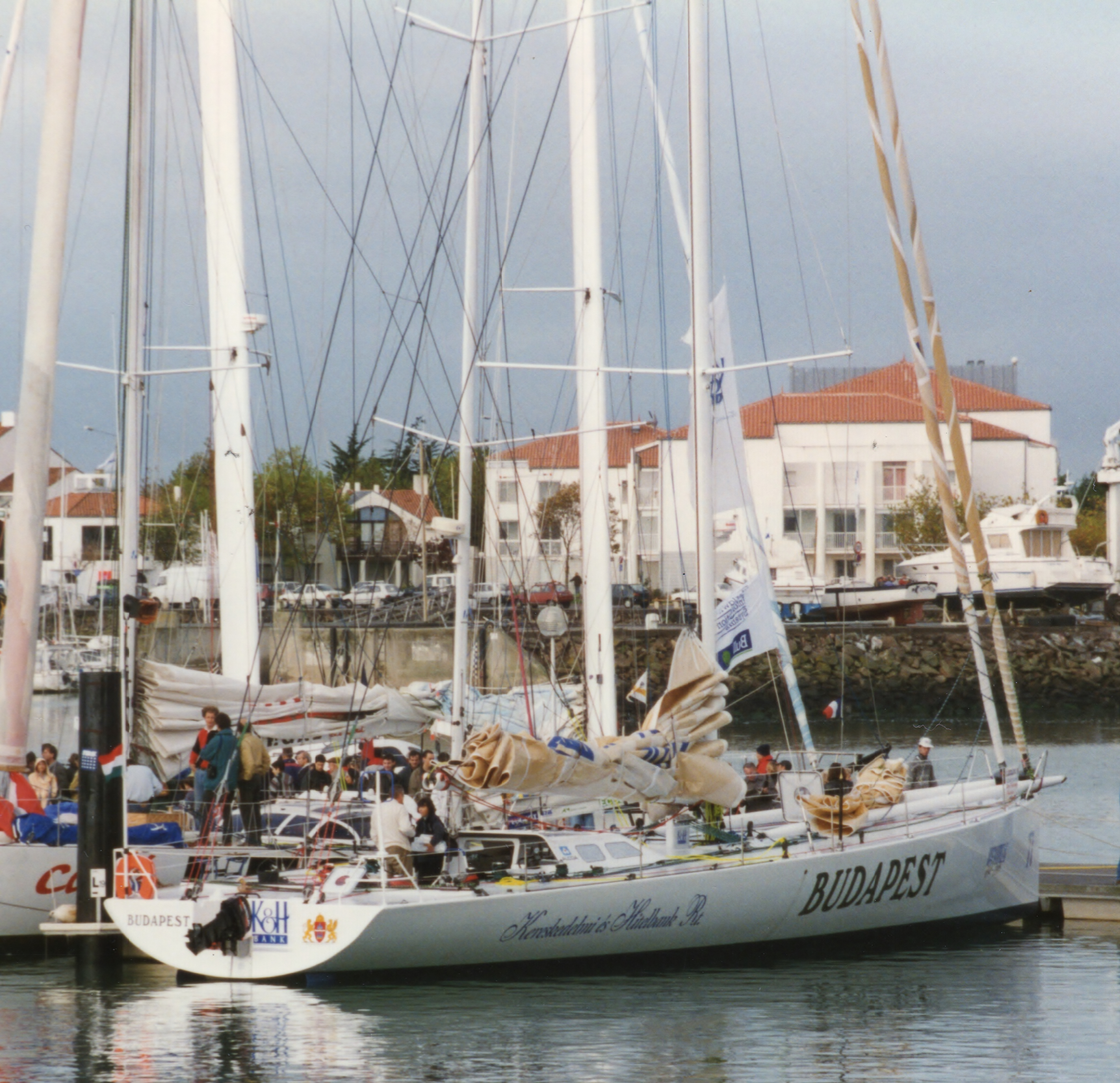
A "Vendée Globe 96-97" hajója a „Budapest”

### ABudapestnevű hajóval 1993-tól 2012-ig
1993 őszén az óceáni vitorlázásban radikálisan újnak számító koncepció alapján megtervezte és 1993. november – 1996. március között cége, a Fa Hajó Kft. kivitelezésében ismét Székesfehérváron, az ALCOA csarnokában (amerikai tulajdonos, korábban KÖFÉM) megépítette második 60 lábas versenyhajóját. A hajó a „Budapest” nevet kapta, nagyvitorláján a magyar millennium emlékének szimbólumát viselte.
Célja a "Vendée Globe 96-97" non-stop földkörüli szóló vitorlásverseny (a vitorlázás csúcsa) – szigorú versenyszabályok: külső segítség nélkül mintegy száz nap hajózás megállás nélkül, versenyben a világ legkorszerűbb vitorlásaival és legjobb szólóvitorlázóival. A verseny rajt- és célkikötője: a franciaországi Les Sables d'Olonne volt.
A nemzetközi média a verseny egyik esélyesének kiáltotta ki, azonban balszerencsék sorozata megakadályozta a győzelmet, sőt mi több a verseny teljesítését is. Még a rajt előtt algagátló festés miatt a darun lévő hajó leesett, majd a rajt után még a Viscayai öbölben tankhajóval ütközött, ami miatt arra kényszerült, hogy visszatérjen az anyakikötőbe javítási munkálatok miatt. A versenyszabályzat azt megengedi, hogy Les Sables d'Olonneba a rajt után maximum tíz napon belül vissza lehet térni, amennyiben probléma lép fel. A munkálatok egy hétig tartottak. Sajnos az újabb elrajtolás sem volt sikeres. Néhány nappal az újabb rajt után a generátorok felmondták a szolgálatot, amit útközben nem sikerült megjavítani, valamint a navigációs műszerek is működésképtelenné váltak, és Fa Nándor újra vissza kellett, hogy forduljon. A vízen lévő versenyzők ekkora már tetemes előnyt szereztek, így végül feladta a versenyt.
Ez a Vendée Globe nem az esélyesekről szólt: a verseny előtt nyerőesélyesnek kikiáltott öt versenyzőből (köztük volt Fa Nándor is) csak egy fejezte be a versenyt. Igaz Christophe Auguin meg is nyerte azt. Tragédia is beárnyékolta a versenyt. A francia-kanadai Gerry Roufs – aki a Vendée Globe előtt megnyerte az Atlanti óceán átkelő versenyt – a verseny déli szakaszán hajójával együtt eltűnt. A hajó 1997 év júliusában Chile partjainál előkerült, a kapitány nélkül.
1997-ben a 4. helyet szerezte meg a Jacques Vabre Atlanti-óceánt átszelő párosversenyen a spanyol Albert Bargués oldalán. Életre hívta a szóló Balaton-kerülő vitorlásversenyt, amelyet egy alkalommal, 2010-ben meg is nyert.
2012 decemberében bejelentette, hogy visszatér az óceáni versenyzéshez, és azt tervezte, hogy 2016-ban ismét rajthoz áll a Vendée Globe-on.
A hajóját Paulovits Dénes műhelyében építették a Velencei tónál 2013. október 18-ig, és 18-án átvitték Székesfehérvárra.

### ASpirit of Hungarynevű hajóval 2014-től 2017-ig
2014. december 31-én elindult a Barcelona World Race 2014-2015 versenyen a Spirit of Hungary nevű saját készítésű hajójával, társa, másodkormányosa (co-skipper) az új-zélandi Conrad Colman volt. Nyolc hajó indult el a Földet megkerülő versenyen, amelynek Fa Nándor a mezőny legidősebb, Conrad Colman pedig a legfiatalabb tagja volt. Az új-zélandi Colman 2012-ben a Formula-40 földkerülő versenyen indult el, amelyet meg is nyert. 2014. február 23-án, miután a Spirit of Hungary-val kijutottak a Csendes-óceánra, a versenybíróság döntése alapján, a nagyvitorla fel-, illetve lehúzó szerkezetének meghibásodása miatt kénytelenek voltak kikötni Új-Zélandon, Invercargill kikötőjében, hogy kijavítsák a hajót. A gyors hajójavítás után továbbindultak, és ezt követően 74 nap 18 óra 13 perc alatt érték el Dél-Amerika legdélibb pontját: a Horn-fokot.

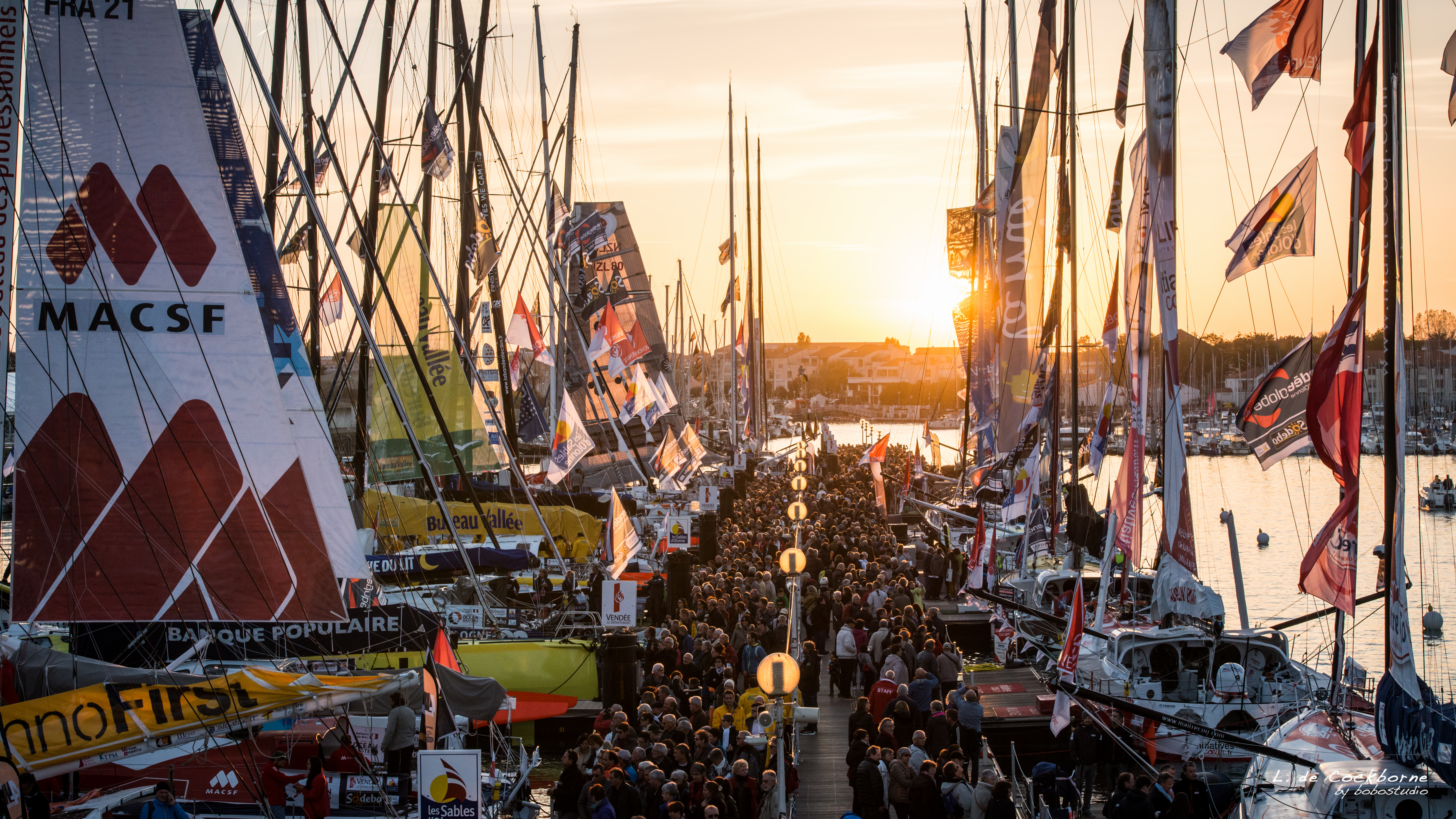
Gyülekeznek a hajók a Vendée Globe startjához, 2016. november 3.

Miután megkerülték a Horn-fokot, Fa Nándor ezt írta a hajónaplóba: "Büszke vagyok a hajóm teljesítményére, öröm számomra, hogy átélhettem ezt az érzést itt lenn a déli óceáni vizeken személyesen".
999 kilométerre Gibraltártól Conrad naplója szerint a legénység hangulatát meghatározta a célba érés reménye. "Nándor, én, és a Spirit of Hungary annyi mindenen keresztülmentünk együtt, hogy a legnagyobb díj maga a hazatérésünk lesz"
A Spirit of Hungary végül 2015. április 21-én hajnali egy óra előtt ért célba hetedikként és egyben utolsóként 110 nap, 10 óra, 59 perc, 40 másodperces időeredménnyel, ezalatt 10,4 csomós átlagsebességgel kerülte meg a Földet.

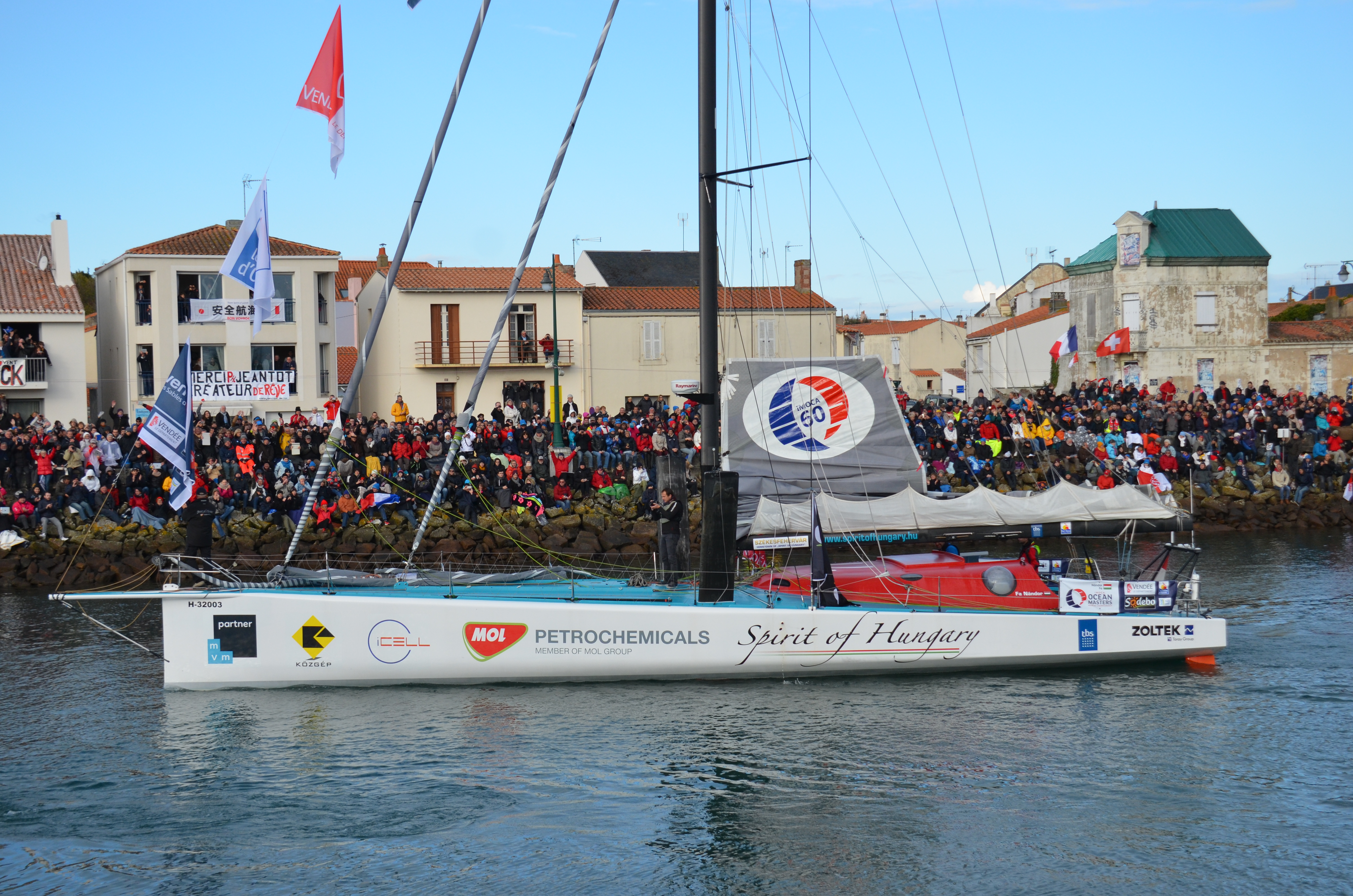
A Spirit of Hungary indulása a Vendée Globe versenyen, 2016. november 6.

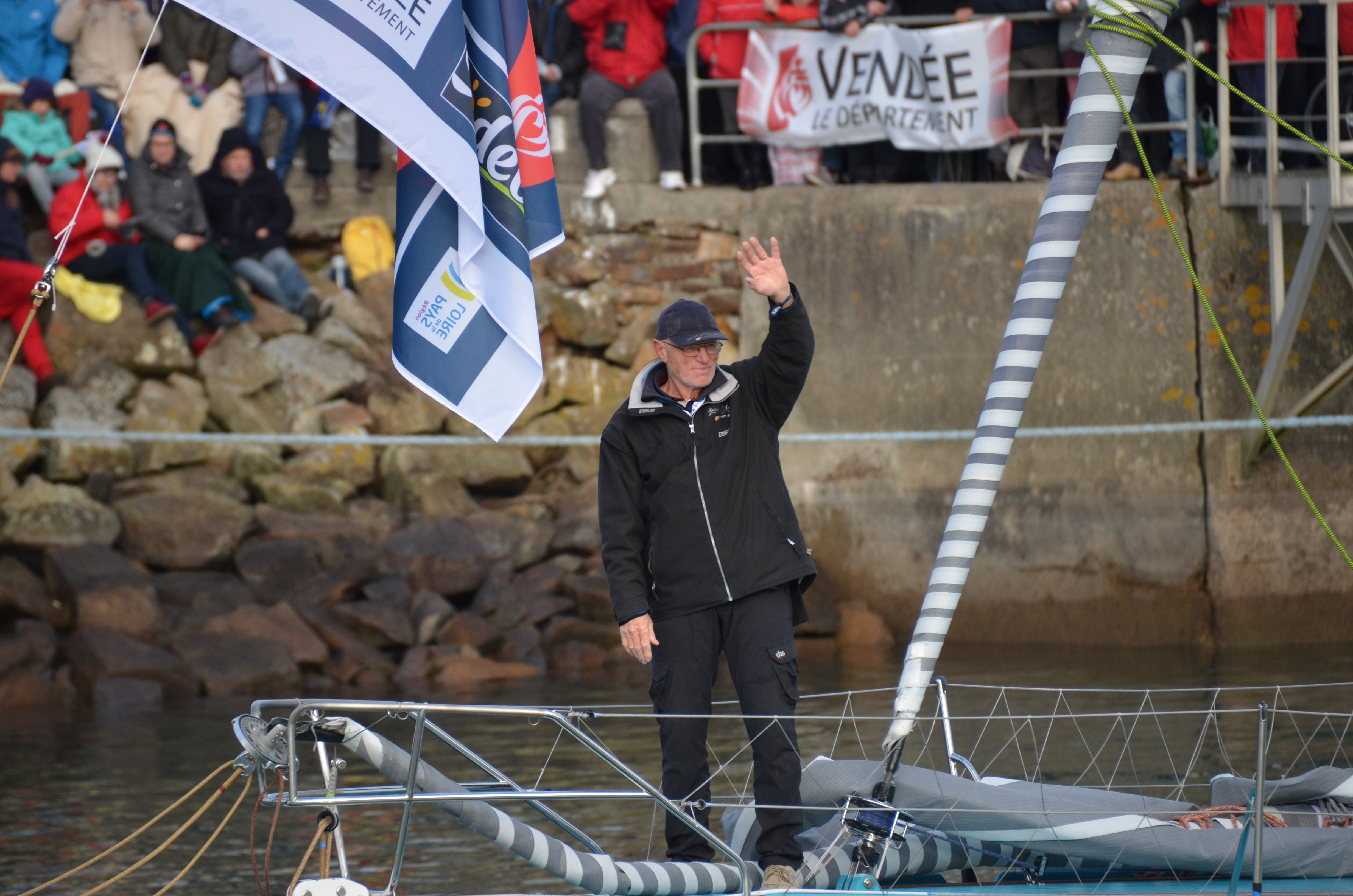
Fa Nándor a saját tervezésű Spirit of Hungary nevű, 60 lábas versenyhajója fedélzetén 2016. november 6-án elindul magányos földkerülő útjára

A Spirit of Hungary-vel harmadszor is elindult a 2016-2017-es egyszemélyes non-stop földkerülő Vendée Globe vitorlásversenyen. A mezőny legidősebb versenyzőjeként 93 nap, 22 óra, 52 perc, 9 másodperces idővel 2017. február 8-án a 8. helyen ért célba.
A célba érése után bejelentette, hogy visszavonul a versenyzéstől.
Azt hiszem, ennyi volt nekem, lezártam a pályámat, jöjjenek a fiatalok! Hobbiból nem megyek ki vitorlázni. Ha a családom megkér, akkor elviszem őket A-ból B-be, de én szórakozásból nem vitorlázom.

## Díjai
- Székesfehérvár díszpolgára (1993)
- A Magyar Köztársasági Érdemrend tisztikeresztje (1993)
- A Nemzeti Sportszövetség Különdíja (2003)
- A Magyar Érdemrend nagykeresztje (2017)
- Az év magyar vitorlásversenyzője (2017)[28]
- Magyar Örökség díj (2017)
- A Halhatatlan Magyar Sportolók Egyesületének tagja (2018)[29]

## Művei
- A Szent Jupát 700 napja; Szépirodalmi, Bp., 1988, ISBN 9631537390
- Magad, uram; Libri, Bp., 2017, ISBN 9789634332404
- Kalandjaim a Föld körül; Kolibri, Bp., 2018, ISBN 9789634371007